# 은지 사건
일명 은지 사건이라고 불리는 이 사건은 대한민국 경상북도 포항시 외곽의 한 오지 마을에서 은지(여, 가명)라는 지적장애 아동이 2006년부터 2년 동안 동네 남자들로부터 지속적으로 성폭행을 당한 사건이다. 이 사건은 2008년 6월 18일 한국방송의 탐사보도프로그램 《추적 60분 - 어느 선생님의 절규 우리 은지를 지켜주세요》를 통해 처음으로 알려지게 되었다.

## 사건의 경과
담임 교사 김태선에 따르면 은지는 아버지를 잃은 후 지적장애를 갖고 있는 어머니와 남동생과 함께 포항시 인근의 외딴 시골 마을에 살게 되었다. 그러나 지난 2006년부터 2년 동안 동네 아저씨와 중고등학생 남학생 5~6명으로부터 성폭행을 당했고, 그 중 한 40대 버스 운전기사는 은지뿐만 아니라 은지 어머니까지 성폭행을 했었다.
사건 해결을 위해 백방으로 뛰어 다니던 담임 교사 김씨는 2008년 7월 30일에 은지 사건을 인터넷에 올리며 적절한 대책 마련과 시스템 구축을 위해 목소리를 높였지만, 이렇다 한 해결책을 찾지 못했다. 당시 김 씨는 인터넷에 올린 글을 통해 법률에 명시된 '국가와 지방자치단체는 성폭력 범죄를 예방하고 그 피해자를 보호하며 유해 환경을 개선하기 위해 필요한 법적, 제도적 장치를 마련하고 필요한 재원을 조달해야 한다'는 내용을 보면 쓴 웃음만 나온다며 허술한 국가적 시스템을 정면으로 비난하기도 했다.
당시 김 씨는 정부기관과 전문단체가 적극적으로 나서 은지 가족에 대한 보호가 이루어져야 한다고 언급하고, 은지 사건을 알고서도 직무태만한 공무원과 복지기관에 대한 처벌을 강화해야 한다고 목소리를 높였지만 메아리 없는 외침에 불과했다.
이후 1년 만인 2009년 9월 30일 다시 인터넷에 글을 올린 김 씨는 "오늘도 친아버지에게 10살 때부터 지속적으로 성폭행을 당하고 있는 여중생을 만나고 오면서 도대체 이 대한민국에서 어떻게 아이들을 보호하고 버티어야 하나 하는 심한 회의가 밀려왔다"고 토로했다.
이어 김 씨는 "제 경험으로 보면 이번 조두순 사건은 불행 중 다행으로 증거가 남아 있어 범인을 검거할 수 있었기에 12년 형이라도 받은 것이다. 범인을 잡는 경우는 빙산의 일각이고 바다 속에 잠긴 거대한 빙산처럼 많은 성범죄 사건이 피해자만 울리고 없었던 일로 사라지는 여러 사례들을 보아 왔다"며 현실 속에 감춰진 소리 없는 피해자의 실태를 지적하기도 했다.
2009년 9월 조두순 사건이 알려진 뒤 2009년 10월 5일에 담임교사 김씨가 다음 아고라 게시판에 올린 '우리 은지를 지켜주세요'란 청원을 올려 2009년 10월 5일 낮 12시 현재 10만여 건의 조회수를 기록하는 등 관심을 받고 있다.

## 같이 보기
- 조두순 사건
- 안양 초등학생 납치 살해 사건
- 용산 초등학생 성폭행 살해 사건